# Astrolepis windhamii
Astrolepis windhamii är en kantbräkenväxtart som beskrevs av D.M. Benham. Astrolepis windhamii ingår i släktet Astrolepis och familjen Pteridaceae. Inga underarter finns listade.